# 訃報 1993年4月
訃報 1993年4月（ふほう 1993ねん4がつ）では、1993年（平成5年）4月中に物故した、又は物故が報じられた人物についてまとめる。

## （1日 - 15日）

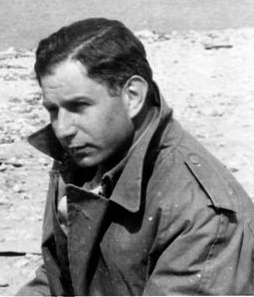
ソリー・ズッカーマン / 4月1日没

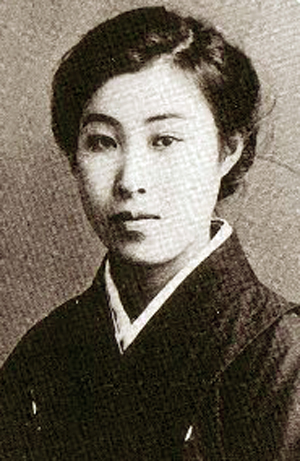
長谷川泰子 / 4月11日没

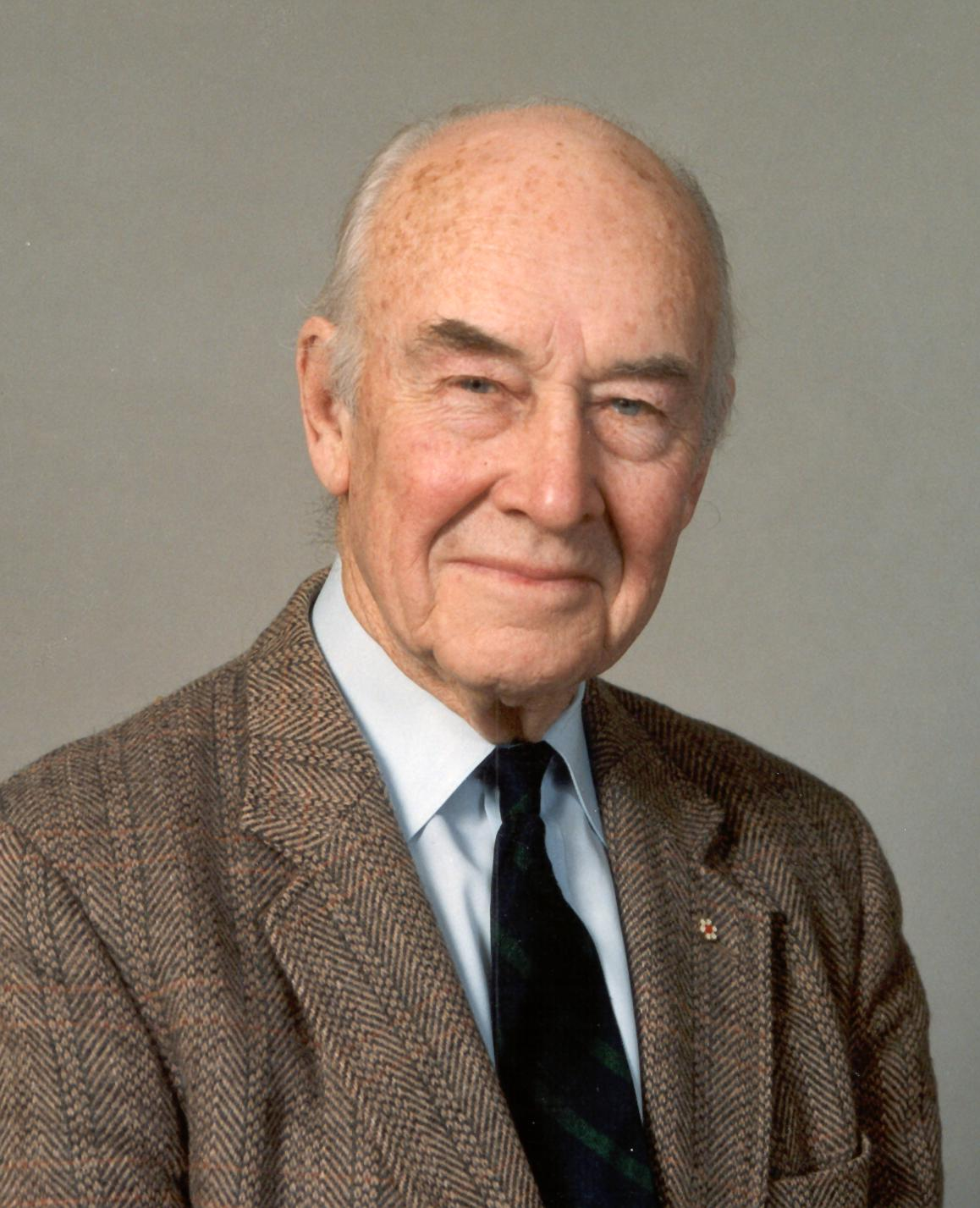
ツゾー・ウィルソン / 4月15日没

- 4月1日 - ソリー・ズッカーマン、動物学者（* 1904年）
- 4月6日 - 安永沙都子、声優（* 1963年）
- 4月8日 - 中田厚仁、国際連合ボランティア（* 1968年）
- 4月11日 - 長谷川泰子、女優（* 1904年）
- 4月15日 - ツゾー・ウィルソン、地球物理学者・地質学者（* 1908年）

## （16日 - 30日）

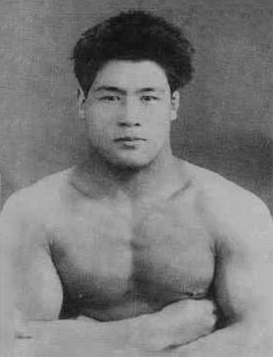
木村政彦 / 4月18日没

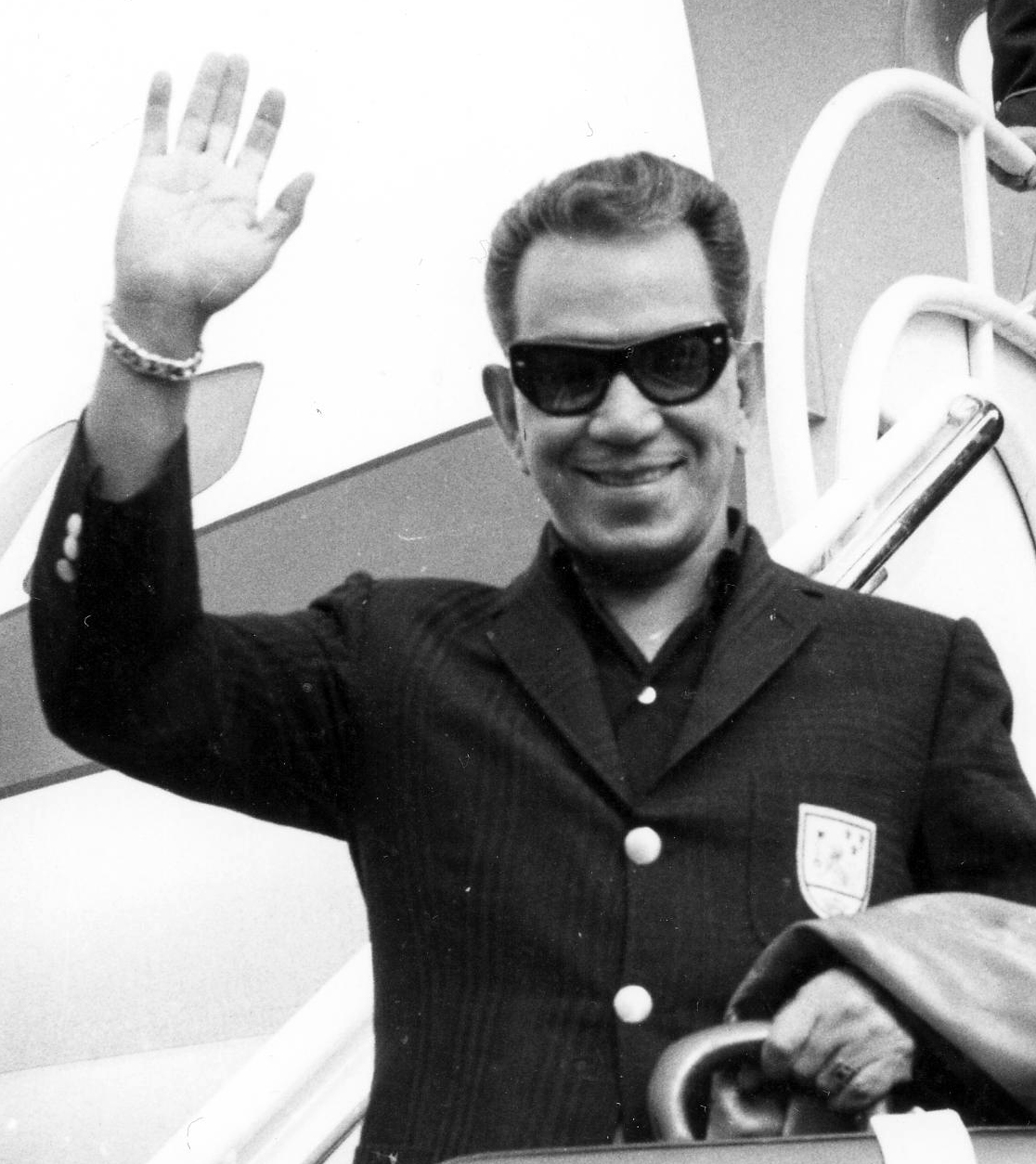
カンティンフラス / 4月20日没

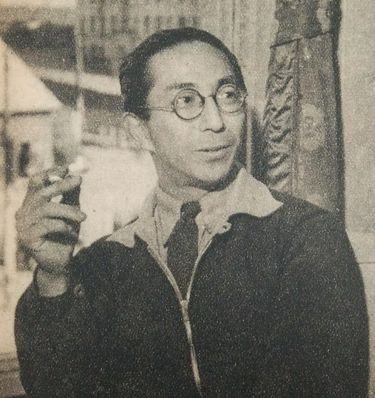
西園寺公一 / 4月22日没

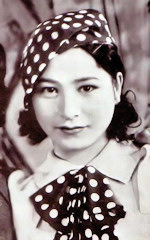
梅園龍子 / 4月30日没

- 4月16日 - 藤枝静男、作家（* 1907年）
- 4月18日 - 木村政彦、柔道家（* 1917年）
- 4月20日 - カンティンフラス、俳優・コメディアン（* 1911年）
- 4月22日 - 西園寺公一、元参議院議員（* 1906年）
- 4月30日 - 梅園龍子、女優（* 1915年）